# Sam Shankland
Samuel L. Shankland (ur. 1 października 1991 w Berkeley) – amerykański szachista, arcymistrz od 2011 roku.

## Kariera szachowa
W szachy gra od 9. roku życia. Na światowej liście rankingowej zadebiutował w stosunkowo późnym wieku, bo dopiero w 2007 roku. W 2008 zadebiutował w finale indywidualnych mistrzostw Stanów Zjednoczonych, podzielił II-III m. w kołowym turnieju w San Francisco oraz odniósł duży sukces w postaci zdobycia w Vung Tau brązowego medalu mistrzostw świata juniorów do 18 lat. W 2009 zajął III m. (za Alexem Lendermanem i Jackiem Stopą) w Filadelfii, zwyciężył (wspólnie m.in. ze Zbynkiem Hrackiem, Giorgim Kaczeiszwilim i Aleksandrem Stripunskim) w Nowym Jorku (w turniejach tych wypełniając dwie normy na tytuł arcymistrza) oraz podzielił II m. (za Attilą Czebe, wspólnie z Barisem Esenem) oraz zajął II m. (za Peterem Prohaszką) w dwóch cyklicznych turniejach First Saturday w Budapeszcie. W 2010 zdobył tytuł mistrz Stanów Zjednoczonych juniorów, natomiast w 2011, w Saint Louis zajął III m. i zdobył brązowy medal indywidualnych mistrzostw kraju, w Berkeley wypełnił trzecią arcymistrzowską normę oraz podzielił II m. (za Jewgienijem Worobiowem, wspólnie m.in. z Lwem Gutmanem i Davidem Berczesem) w otwartym turnieju w Dreźnie. Wystąpił również w rozegranym w Chanty-Mansyjsku turnieju o Puchar Świata; w I rundzie wyeliminował Petera Leko, natomiast w II przegrał z Abhijeetem Guptą i odpadł z dalszej rywalizacji. W 2012 podzielił I m. wspólnie m.in. z Grzegorzem Gajewskim i Emilio Cordovą) w Barcelonie. W 2014 podzielił I m. (wspólnie m.in. z Antonem Kowalowem i Bartłomiejem Macieją) w Santa Clarze oraz zdobył (w mieście Pipa) srebrny medal indywidualnych mistrzostw Ameryki. W 2015 zajął III m. (za Wei Yi i Davidem Navarą) w turnieju Tata Steel–B w Wijk aan Zee.
Reprezentant Stanów Zjednoczonych w turniejach drużynowych, m.in.:  na olimpiadzie szachowej (w roku 2014); medalista: indywidualnie – złoty (2014 – na V szachownicy) oraz  na drużynowych mistrzostwach panamerykańskich (w roku 2013); dwukrotny medalista: wspólnie z drużyną – złoty (2013) oraz indywidualnie – złoty (2013 – na V szachownicy).
Najwyższy ranking w dotychczasowej karierze osiągnął 1 lipca 2018, z wynikiem 2727 punktów zajmował wówczas 27. miejsce na światowej liście FIDE, jednocześnie zajmując 4. miejsce wśród amerykańskich szachistów.